# Нагороди The Smashing Pumpkins

## American Music Awards
American Music Awards щорічна церемонія, створена Діком Кларком у 1973 році. The Smashing Pumpkins отримав одну нагороду з двох номінацій.
| Рік  | Номіновано            | Нагорода                              | Результат |
| ---- | --------------------- | ------------------------------------- | --------- |
| 1997 | The Smashing Pumpkins | Favorite Alternative Artist           | Перемога  |
| 1997 | The Smashing Pumpkins | Favorite Heavy Metal/Hard Rock Artist | Номінація |

## Grammy Awards
Нагорода Ґреммі щорічно присуджується Національною академією мистецтва та науки звукозапису (англ. National Academy of Recording Arts and Sciences) у США. The Smashing Pumpkins отримав дві нагороди з десяти номінацій.
| Рік  | Номіновано                               | Нагорода                                      | Результат |
| ---- | ---------------------------------------- | --------------------------------------------- | --------- |
| 1994 | Siamese Dream                            | Best Alternative Music Performance            | Номінація |
| 1994 | "Cherub Rock"                            | Найкраще хард-рок виконання                   | Номінація |
| 1997 | "Bullet With Butterfly Wings"            | Best Hard Rock Performance                    | Перемога  |
| 1997 | Mellon Collie And The Infinite Sadness   | Album of the Year                             | Номінація |
| 1997 | "1979"                                   | Record of the Year                            | Номінація |
| 1997 | "1979"                                   | Best Rock Vocal Performance by a Duo or Group | Номінація |
| 1997 | "Mellon Collie And The Infinite Sadness" | Best Pop Instrumental Performance             | Номінація |
| 1997 | "Tonight Tonight"                        | Best Music Video, Short Form                  | Номінація |
| 1998 | "The End Is The Beginning Is The End"    | Best Hard Rock Performance                    | Перемога  |
| 1999 | Adore                                    | Best Alternative Music Performance            | Номінація |

### MTV Video Music Awards
Нагорода MTV Video Music Awards заснована в кінці літа 1984 року каналом MTV, щоб відзначити топ-відео року. The Smashing Pumpkins отримав сім нагород з п'ятнадцяти номінацій.
| Рік  | Номіновано                            | Нагорода                        | Результат |
| ---- | ------------------------------------- | ------------------------------- | --------- |
| 1994 | "Disarm"                              | Найкраще альтернативне відео    | Номінація |
| 1994 | "Disarm"                              | Найкращий монтаж                | Номінація |
| 1996 | "Tonight, Tonight"                    | Відео року                      | Перемога  |
| 1996 | "Tonight, Tonight"                    | Прорив відео                    | Перемога  |
| 1996 | "Tonight, Tonight"                    | Найкраще режисерство у відео    | Перемога  |
| 1996 | "Tonight, Tonight"                    | Best Special Effects in a Video | Перемога  |
| 1996 | "Tonight, Tonight"                    | Best Art Direction in a Video   | Перемога  |
| 1996 | "Tonight, Tonight"                    | Best Editing in a Video         | Номінація |
| 1996 | "Tonight, Tonight"                    | Найкращий кінематограф у відео  | Перемога  |
| 1996 | "Tonight, Tonight"                    | Viewer's Choice                 | Номінація |
| 1996 | "1979"                                | Best Alternative Video          | Перемога  |
| 1997 | "The End Is the Beginning Is the End" | Best Direction in a Video       | Номінація |
| 1997 | "The End Is the Beginning Is the End" | Best Special Effects in a Video | Номінація |
| 1997 | "The End Is the Beginning Is the End" | Best Editing in a Video         | Номінація |
| 1997 | "The End Is the Beginning Is the End" | Найкращий кінематограф у відео  | Номінація |